# Freya disparipes
Freya disparipes är en spindelart som beskrevs av Lodovico di Caporiacco 1954. Freya disparipes ingår i släktet Freya och familjen hoppspindlar. Inga underarter finns listade i Catalogue of Life.